# Károly Markó l'Ancien
Ne pas confondre avec son fils, Károly Markó le Jeune (en) (1822 -1891).
Pour les articles homonymes, voir Markó.
Károly Markó, né le 25 septembre 1791 à Levoča et mort le 19 novembre 1860 près de Florence, est un peintre, miniaturiste et dessinateur.

## Biographie
Károly Markó naît le 25 septembre 1791 à Levoča. 
Il abandonne sa position sûre d'ingénieur pour la carrière incertaine d'artiste. En 1818, il s'installe à Pest pour devenir peintre. En 1822 il devient élève de l'Académie de Vienne, qu'il fréquente pendant deux ans, puis pendant douze ans en Hongrie et en Italie. En 1830, il peint Visegrád. En 1834, grâce au soutien d'un mécène, le baron Geymüller, il peut se rendre à Rome où il se consacre exclusivement à la peinture de paysages avec des décors mythologiques ou bibliques. Après s'être établi en Italie, il vit la plupart du temps à Rome, Pise et Florence et, pendant les douze dernières années de sa vie, dans une retraite campagnarde.
Il est membre des académies de Florence, Vienne et Venise,. 
Károly Markó meurt le 19 novembre 1860 près de Florence.